# Ortossilicato de tetraetila

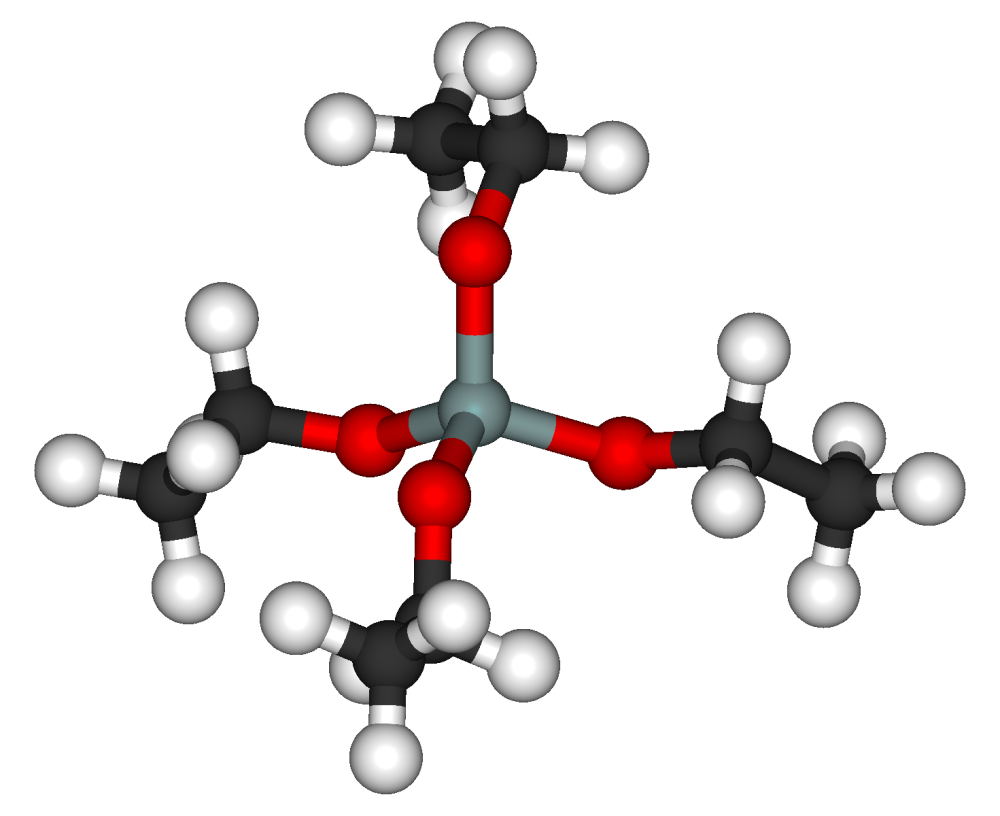
Modelo bola-e-haste de tetraetil ortossilicato. Criado usando Accelrys DS Visualizer Pro 1.6 e GIMP.

Ortossilicato de tetraetila, formalmente denominado tetraetoxisilano e TEOS abreviado, é o composto químico com a fórmula Si (OC 2 H 5 ) 4. TEOS é um líquido incolor que se degrada na água. TEOS é o éster etílico do ácido ortossílico , Si (OH) 4. É o alcóxido de silício mais prevalente.
TEOS é uma molécula tetraédrica. Como seus muitos análogos, é preparado pela alcoólise do tetracloreto de silício:
SiCl 4 + 4 EtOH → Si (OEt) 4 + 4 HCl
onde Et é o grupo etilo, C 2 H 5, e, assim, EtOH é etanol.